# Adlerhorn
Adlerhorn är en bergstopp i Schweiz. Den ligger i distriktet Visp och kantonen Valais, i den södra delen av landet, 110 km söder om huvudstaden Bern. Toppen på Adlerhorn är 3 986 meter över havet, eller 56 meter över den omgivande terrängen.